# Pressure Off
Pressure Off — первый сингл из четырнадцатого студийного альбома британской нью-вейв-группы Duran Duran, выпущенный на лейбле Warner Bros. Records 19 июня 2015 года. Сопродюсером и соавтором композиции стал давний друг и коллега группы — Найл Роджерс. Партию женского дополнительного вокала исполнила канадская R&B-певица Жанель Монэ.

## О сингле
Песня была написана во время работы над студийным альбомом Paper Gods в сотрудничестве с Марком Ронсоном, который работал ранее с группой над предыдущим альбомом All You Need Is Now. По словам Ронсона, на начальном этапе работы группа начала работу без Роджерса, и тогда Ронсон предложил музыкантам привлечь его дополнительно к работе. При том, что ранее оба слышали друг о друге, прежде никогда вместе не работали. В результате совместных усилий на свет появился типичный поп-трек с ярко выраженным влиянием фанка, содержащий фирменный гитарный стиль Рождерса, что послужило причиной многим фанатам сравнить «Pressure Off» с другой работой британцев — синглом 1986 года «Notorious», над которым тоже работал лидер группы Chic.

## Видео
Релиз сингла состоялся раньше съёмок видеоклипа в его поддержку. Информация о начале съемок полноценного видеоклипа появилась в интернете 8 сентября, когда группа выложила фото со съёмок на своем официальном сайте. Режиссёром работы стал Ник Эган.

## Формат издания
Как и в последнее время, музыканты сделали акцент на аудиторию интернет-пользователей, воспользовавшись сервисами Groove Music и Google Music. Немного позднее появилось лимитированное CD-издание.

## Живое исполнение
Впервые группа исполнила песню 2 июля 2015 года, а 5 августа в рамках Fold Festival в Риверленде (Нью-Йорк) британцы исполнили «Pressure Off» вместе с участниками записи студийной версии — Найлом Роджерсом и Жанель Монэ. Для других живых исполнений используется записанная студийная партия Монэ, а сессионная бэк-вокалистка Duran Duran Анна Росс поет её партию вокала.

## Список композиций
1. «Pressure Off» — 4:21

## Участники записи

### Duran Duran
- Саймон Ле Бон — вокал, автор текста
- Джон Тейлор — бас-гитара
- Роджер Тейлор — ударные
- Ник Роудс — клавишные

### Дополнительные музыканты
- Найл Роджерс — гитара, продюсирование
- Жанель Монэ — дополнительный вокал